# The Devil Inside (gra komputerowa)
The Devil Inside lub Devil Inside – utrzymana w klimacie horroru gra komputerowa z gatunku third-person shooter, wydana w 2000 przez Cryo Interactive. Scenariusz gry został napisany przez Huberta Chardota, bardziej znanego ze swojej pracy nad grą komputerową Alone in the Dark.

## Fabuła
Gra ukazana jest jako teleturniej typu reality show, pokazujący nadprzyrodzone umiejętności głównego aktora Dave'a Coopera i jego tytułowego alter ego, sukkuba imieniem Deva. Fabułę gry często porównuje się do Uciekiniera, powieści napisanej w 1979 przez Stephena Kinga, którego imię i nazwisko wymienione jest na początku gry. Gracz ma możliwość transformacji (zmiany postaci) z Dave'a na Devę i na odwrót poprzez aktywację pentagramów usytuowanych w różnych miejscach w niemalże wszystkich etapach gry. Podczas gry Dave i Deva są śledzeni zarówno przez małe latające kamery, jak i przez kamerzystę niosącego dużą kamerę, a gracz może w każdej zmienić widok, mając do wyboru nie tylko obie kamery, ale także niejednokrotnie kamery umieszczone w rogach pomieszczeń. W niektórych momentach dostępny jest także widok ze śmigłowca, czyli znad głowy postaci. Sterowanie, badania i motyw łamigłówek w grze są podobne do innych gier z gatunku survival horror. Jako Dave, gracz ma do wyboru różne rodzaje broni (głównie palnych), które wyposażone są w laserowy celownik ułatwiający namierzenie celu. Jako Deva, gracz używa różnych zaklęć w celu zaatakowania wrogów. Zaklęcia nie są ograniczone ilością amunicji, ale wyczerpują manę, która regeneruje się powoli. Niektórzy zabici wrogowie pozostawiają po sobie duszę, którą Deva wchłania w celu uzupełnienia many. Deva posiada również umiejętność latania oraz regeneracji zdrowia, kiedy stoi w ogniu. Gra zapisywana jest w punktach kontrolnych, które mają postać telewizorów porozmieszczanych w różnych miejscach gry.

## Obsada
- Jerzy Kryszak - Kuba Rozpruwacz[6]
- Piotr Wyrzykowski - Dave Cooper[6]
- Elżbieta Pejko - Angelina[6]
- Jacek Kiss - Pilot helikoptera / Zapowiadacz show[6]
- Robert Płuszka - Policjant w radiowozie[6]
- ? - Deva
- ? - Główny Antagonista
- ? - Kat
- ? - Asystentka prowadzącego

## Odbiór gry
Gra została w większości pozytywnie przyjęta przez krytyków, uzyskując w serwisach agregujących oceny, GameRankings i Metacritic, średnią odpowiednio 71,12% i 76%.
GameSpot ocenił grę na 6,8 punktu na 10 możliwych, mając na myśli trudności w schemacie sterowania. Ustosunkowując się do momentów akcji, recenzent stwierdził, że „niektóre bitwy są wyreżyserowane bardzo dobrze. (...) ale niektóre walki są słabe”. Środowisko gry jest oceniane pozytywnie za jego realizm i atmosferę, a postacie i efekty dźwiękowe – neutralnie. Ogólnie rzecz biorąc, grę opisano jako profesjonalną, ale pozbawioną blasku. W styczniu 2001 „PC Gamer US” dał The Devil Inside wynik 79%. Recenzent zachwalał ruch, kamery w rogach, możliwość zmiany postaci i wskazówki pojawiające się na dole ekranu. Jakkolwiek, w recenzji opisuje się „słabe kanciaste postacie i teksturę”, a także kilka środowiskowych błędów jako słabe strony gry.
W Polsce, gra była pierwszą pozycją wypuszczoną w ramach cyklu ExtraGra przez CD Projekt. Krótko po wydaniu, w przygotowanym przez TVN reportażu na temat gry, oskarżono dystrybutora o demoralizację dzieci.